# 乌兰哈达镇
乌兰哈达镇，是中华人民共和国内蒙古自治区兴安盟乌兰浩特市下辖的一个乡镇级行政单位。

## 行政区划
乌兰哈达镇下辖以下地区：
哈达社区、林海社区、满达社区、八里八社区、合特嘎查、舍林嘎查、白音特布斯格嘎查、三合村、乌兰胡硕嘎查、乌兰哈达嘎查、关店嘎查、东白音嘎查、西白音嘎查、高根营子嘎查、胡力斯台嘎查、古城村、腰乐屯嘎查、混都冷嘎查、前公主陵嘎查、公主陵嘎查和东苏嘎查。